# László Horváth (Moderner Fünfkämpfer)
László Horváth (* 21. April 1946 in Csorna; † 3. Juli 2025) war ein ungarischer Moderner Fünfkämpfer.

## Karriere
Horváth war Teil des ungarischen Kaders bei den Olympischen Spielen 1980 in Moskau. In der Einzelkonkurrenz belegte er den 19. Platz. Mit Tibor Maracskó und Tamás Szombathelyi gewann er im Mannschaftswettbewerb hinter der Sowjetunion die Silbermedaille.
Bei Weltmeisterschaften sicherte sich Horváth ebenfalls mit der Mannschaft mehrere Medaillen. 1973 und 1977 gewann er Bronze, 1979 wurde er Vizeweltmeister.
László Horváth verstarb Anfang Juli 2025 nach langer Krankheit im Alter von 79 Jahren.